# La Baleine des Malouines
La Baleine des Malouines est un roman de Pierre Boulle, dont l'histoire se déroule pendant la guerre des Malouines. Il retrace l'épopée de la flotte britannique qui, en approche des îles Malouines, va de manière insolite se retrouver escortée par une baleine, reconnaissante de son intervention militaire contre une attaque d'orques.

## Résumé
La guerre des Malouines. La flotte britannique commandée par l'Amiral Grant et ayant rapidement reconquis l'île de Géorgie du Sud se dirige alors vers les îles Falkland, occupées par l'armée argentine. Durant la lente traversée, le commandement reçoit un message de l'Amirauté citant le duc d'Édimbourg, président de la WWF, dans un ordre à peine voilé destiné à la marine ; « Attention! Les cétacés apparaissent souvent sur les radars comme des sous-marins. ». Outré, l'Amiral diffuse tout de même le message aux autres navires de la flotte.
Au moment où le lieutenant commander Clark, commandant du destroyer Daring, reçoit le message, il est informé que le radar a détecté une présence non identifiée à quelques milles. Le vaisseau étant à l'avant de la flotte, il a la responsabilité de protéger l'avant-garde d'attaques sous-marines argentines, mais le message provoque une hésitation chez le commandant, qui appelle alors Bjorg comme consultant, un membre de l'équipage du Daring, ancien baleinier ayant passé son enfance dans une île des Falkland. Après plusieurs hésitations, et échanges radiophoniques avec l'Amiral, le commander Clark décide de ne pas ouvrir le feu lorsque Bjorg reconnaît finalement sur le radar qu'il s'agit bien d'un couple de baleines bleues, ce qui est confirmé lorsqu'elle s'approchent assez pour être distinguées de l’œil nu.
Mais le radar du Daring repère aussitôt un autre objet au loin. Ils comprennent qu'il s'agit d'un groupe d'orques venus chasser les baleines. Les marins du Daring assistent alors impuissants au massacre d'une des baleines bleues par les orques, avant que le commander soit convaincu par son équipage d'intervenir pour sauver la baleine survivante qui s'était réfugiée dans son sillage. Le commandant Clark ordonne à l'équipage d'ouvrir le feu contre les orques, qui sont toutes massacrées.
Lorsque l'Amiral est informé de la situation, il est d'abord outré par le gâchis de munitions, mais finit par comprendre l'acte, communiquant à l'Amirauté que le Daring n'a fait que couler un navire abandonné qui gênait le passage de la flotte. Étonnamment, la baleine bleue survivante décide d'accompagner le Daring, et le reste de la flotte, lui offrant périodiquement des sauts et figures en signe de reconnaissance. Les marins distraits par la baleine l'adoptent, et en font une mascotte.
Alors que la baleine continue ses évolutions auprès de la flotte, Bjorg utilise un sifflet pour la dresser, les marins s'occupent de sa toilette, la nettoyant de ses parasites. Les lettres des marins à leurs familles au Royaume-Uni sont lues par les censeurs, qui s'inquiètent de l'état d'esprit de la flotte, qui n'est plus focalisée sur la mission militaire. Cependant, la baleine repère pour la flotte des mines, et les sauve d'une catastrophe.
La flotte arrive finalement aux larges des îles Falkland. Bjorg s'est déplacé dans un vaisseau de débarquement, qui est toutefois frappé par l'aviation argentine, le projetant, lui et d'autres soldats, dans la mer. À bout de force, Bjorg pense à appeler la baleine avec son sifflet. Celle-ci vient le sauver, le transportant sur son dos jusqu'au Daring. La baleine continue ses opérations de sauvetage, permettant au Darring de sauver le plus de naufragés. Contre les insistances de l'amirauté que la baleine est une mauvaise distraction pour les troupes, l'Amiral Grant défend l'héroïsme de la baleine, et propose qu'elle soit décorée des plus grands honneurs de la Royal Navy.
Les Britanniques débarquent finalement dans les îles Falkland, et l'armée argentine est détruite rapidement. Victorieuse, la flotte rentre vers le Royaume-Uni. Toutefois, un petit sous-marin argentin, non détecté par les radars de la flotte britannique, souhaite sauver l'honneur de sa patrie en détruisant le plus grand vaisseau anglais. Tirant ses torpilles, la baleine s'interpose et se sacrifie pour sauver une dernière fois la vie des soldats britanniques.
Attristés mais reconnaissants du sacrifice de la baleine, l'état-major de la flotte britannique discute des mérites de l'animal, et débattent de l'existence de sa conscience et de son âme.